# Мухарлямов, Нурмухамед Мухамедович
Нурмухамед Мухамедович Мухарлямов (1930—1989) — советский учёный и педагог, терапевт, кардиолог и клиницист, доктор медицинских наук, профессор, член-корреспондент АМН СССР (1988). Дважды лауреат Государственной премии СССР (1980, 1989).

## Биография
Родился 4 декабря 1930 года в Самарканде. 
С 1948 по 1953 год обучался на лечебном факультете Самаркандского медицинского института. С 1953 по 1960 год на педагогической работе в этом институте на кафедре факультетской терапии, одновременно обучаясь в аспирантуре. 
С 1960 по 1989 год на научно-исследовательской работе в НИИ клинической кардиологии имени А. Л. Мясникова АМН СССР в качестве научного и старшего научного сотрудника, с 1968 по 1989 год — заведующий клиническим отделением, клинико-функциональным отделением и отделением заболеваний миокарда и сердечной недостаточности. Одновременно с основной деятельностью являлся председателем проблемной комиссии «Недостаточность кровообращения и нарушения ритма сердца» АМН СССР, так же с 1974 года являлся — членом главной медицинской комиссии  по освидетельствованию и подбору советских космонавтов, занимался так же изучением проблем космической медицины.

### Научно-педагогическая деятельность
Основная научно-педагогическая деятельность Н. М. Мухарлямова была связана с вопросами в области кардиологии, изучения кардиомиопатии, лёгочной гипертензии и сердечной недостаточности. В 1973 году им впервые в Советском Союзе был использован и внедрён в клиническую практику метод эхокардиографии. Под его руководством было разработано новое научное направление в лечении сердечной недостаточности с применением периферических вазодилататоров. Н. М. Мухарлямов являлся членом комиссии по изучению кардиомиопатий Всемирной организации здравоохранения (ВОЗ, англ. World Health Organization, WHO).
В 1959 году защитил кандидатскую диссертацию по теме: «Функция щитовидной железы при некоторых заболеваниях внутренних органов», в 1967 году защитил диссертацию на соискание учёной степени доктор медицинских наук по теме: «Состояние аппарата внешнего дыхания и кровообращения при сердечной и легочно-сердечной недостаточности», в 1970 году ему была присвоена учёная звание профессора. В 1988 году он был избран член-корреспондентом АМН СССР. Под руководством Н. М. Мухарлямова было написано около ста научных работ, в том числе монографий таких как фундаментальный труд «Клиническая ультразвуковая диагностика» (1987). Являлся ответственным  секретарём научно-медицинского журнала «Терапевтический архив». В 1980 и в 1989 году был удостоен Государственной премии СССР.
Скончался 8 декабря 1989 года в Москве. Похоронен на Кунцевском кладбище (участок 5)
.

## Премии
- Государственная премия СССР (1980 — «за разработку и внедрение в медицинскую практику современных методов диагностики начальной стадии сердечной недостаточности, механизмов их развития, профилактики и лечения»[5])
- Государственная премия СССР (1989 — «за разработку методов ЭкоКГ-диагностики и контроля состояния ССС и внедрение их в практику здравоохранения»[6])